# Herbst (Familienname)
Herbst ist ein deutscher Familienname.

## Herkunft und Bedeutung
Herbst ist wahrscheinlich von der Jahreszeit Herbst abgeleitet.

## Namensträger

### A
- Adele Herbst-Jazedé (1816–1896), Sopranistin
- Adolf Herbst (1909–1983), Schweizer Maler
- Alban Nikolai Herbst (* 1955), deutscher Schriftsteller
- Albert Graf-Herbst (1862–1931), Schweizer Missionar (Basler Mission)
- Alexandra Herbst (* 2000), deutsche Schauspielerin
- Alfred Herbst (1906–1943), deutscher Mechaniker und Militärdienstverweigerer (vom NS-Regime hingerichtet)
- Almuth Herbst, deutsche Opernsängerin (Mezzosopran) und Autorin
- Alphons Herbst (1918–1997), deutscher Psychiater und Hochschullehrer
- Andreas Herbst (* 1955), deutscher Historiker
- Anna Herbst (* 1985), deutsche Opernsängerin (Sopran)
- Antje Herbst (* 1967), deutsche Kapitänin
- Anton Herbst (Musiker) (vor 1743–1794), deutscher Hornist
- Anton Herbst (Architekt) (1896–1981), deutscher Architekt
- Anuschka Herbst (* 1974), deutsche Schauspielerin
- Arnulf Herbst (* 1943), deutscher Kunsthistoriker
- Axel Herbst (1918–2016), deutscher Diplomat

### B
- Beate Herbst (* 1943), deutsche Badmintonspielerin

### C
- Carl Herbst (Gründer) (1828–1905), US-amerikanischer Stadtgründer deutscher Herkunft
- Carl Kaiser-Herbst (1858–1940), österreichischer Landschaftsmaler
- Christian Herbst (1879–1966), deutscher Verwaltungsjurist
- Christian Herbst, Pseudonym von Clemens Höslinger (* 1933), österreichischer Historiker, Musikpublizist und Bibliothekar
- Christian T. Herbst (* 1970), österreichischer Biophysiker und Gesangspädagoge
- Christine Herbst (* 1957), deutsche Schwimmerin
- Christoph Herbst (* 1960), österreichischer Jurist und Manager
- Christoph Maria Herbst (* 1966), deutscher Schauspieler, Komiker und Synchronsprecher
- Clarissa Herbst (* 1981), deutsche Lehrerin und Politikerin (SPD)
- Claus Herbst (* 1937), deutscher Nahostexperte
- Curt Herbst (1866–1946), deutscher Zoologe

### D
- Daniel Herbst, gemeinsames Pseudonym von Hans Joachim Alpers (1943–2011) und Ronald M. Hahn (* 1948)
- Daniel Herbst (Judoka) (* 1995), deutscher Judoka
- Danny Herbst (* 1977), deutscher Basketballspieler
- Dieter Georg Adlmaier-Herbst (* 1960), deutscher Soziologe
- Dietrich Herbst (1928–2022), deutscher Verleger
- Dominic Herbst (* 1987), deutscher Politiker (Bündnis 90/Die Grünen)

### E
- Eberhard Herbst (* 1941), deutscher Fußballspieler
- Edgar Herbst (* 1961), deutscher Fotograf
- Eduard Herbst (1820–1892), österreichischer Rechtsgelehrter und Politiker
- Emil Herbst (Unternehmer) (1854–1939), deutscher Unternehmer und Abgeordneter
- Emil Herbst (Zahnmediziner) (1872–1940), deutscher Zahnarzt, Erfinder des Herbstscharniers
- Erich Herbst (Verleger) (1881–1965), deutscher Germanist, Buchhändler und Verleger
- Erich Herbst (1887–1950), Fußballspieler und Leichtathlet
- Erika Herbst (* 1925), deutsche Medizinjournalistin
- Ernst Herbst (1848–1929), deutscher Fabrikant
- Eugen Herbst (Unternehmer) (1860–1949), deutscher Unternehmer (Emigration in die Niederlande, seit 1940 Exil in Kanada)
- Eugen Herbst (1903–1934), deutscher Politiker (KPD)

### F
- Fabian Herbst (* 2000), deutscher Fußballspieler
- Ferdinand Herbst (Politiker) (1873–1938), deutscher Maurer, Unternehmer und Politiker (SPD)
- Ferdinand Herbst (1890–1950), deutscher Theologe
- Ferdinand Ignaz Herbst (1798–1863), deutscher Theologe und Geistlicher
- Franz Herbst (1873–1962), deutscher Trompeter
- Franz Erhard Herbst (1729–1785), deutscher Violoncellist und Hornist
- Friedrich Herbst (1874–1937), deutscher Bergbau-Fachmann
- Friedrich Herbst (Mediziner) (* 1958), österreichischer Chirurg, Hochschullehrer und Verbandsfunktionär
- Friedrich Ludwig Wilhelm Herbst (1825–1882), deutscher Pädagoge, Philologe, Lexikograf und Historiker
- Fritz Herbst (Pseudonym Fridken van’n Elbrinke; 1889–1971), deutscher Heimatdichter

### G
- Gaby Herbst (1945–2015), österreichische Schauspielerin
- Georg Herbst (1883–1934), deutscher Lehrer und Bodenreformer
- Georg Christian Herbst (1859–1929), deutscher Fotograf, Kunsthändler und Verlagsgründer
- Gerhard Herbst (* 1928), Präsident des Bayerischen Obersten Landesgerichts a. D.
- Gesche Herbst († 1572), Opfer der Hexenverfolgung in Neustadt am Rübenberg, siehe Annecke Lange
- Günther Herbst (?–2010), deutscher Chemiker
- Gustav Herbst (Mediziner) (1803–1893), deutscher Physiologe
- Gustav Herbst (Geodät) (1809–1881), Großherzoglich Weimarischer Geometer, Geologe und Fossiliensammler

### H
- Hanna Herbst (* 1990), Journalistin und Autorin
- Hans Herbst (Maler) (1470–1552), deutscher Maler
- Hans Herbst, eigentlicher Name von Johannes Oporinus (1507–1568), Schweizer Buchdrucker, Verleger und Lehrer
- Hans Herbst (Boxer), deutscher Boxer
- Hans Herbst (Autor) (* 1941), deutscher Autor und Musiker
- Hans Herbst (Basketballfunktionär) (* 1944), deutscher Basketballfunktionär und -trainer
- Hans-Hermann Herbst (* 1951), deutscher Fußballspieler
- Hans-Joachim Herbst (1918–1995), deutscher Politiker (FDP)
- Heiner Herbst (* 1931), deutscher Politiker (CDU)
- Heinrich Herbst der Ältere (um 1620–1687), deutscher Orgelbauer
- Heinrich Herbst der Jüngere (um 1650–1720), deutscher Orgelbauer
- Heinrich Gottlieb Herbst (1689–1738), deutscher Orgelbauer
- Heinz Herbst (1918–1994), deutscher Tischtennisspieler, Gründer des TTC Blau-Gold Berlin
- Helmut Herbst (1934–2021), deutscher Filmemacher
- Helmut Herbst (Kunsthistoriker) (1945–2013), deutscher Kunsthistoriker und Museumsleiter
- Hennis Herbst (* 1996), deutscher Politiker (Die Linke)
- Hermann Herbst (1895–1944), deutscher Historiker und Bibliothekar

### I
- Ignaz Herbst (1877–1954), deutsch-österreichischer Musikdirektor und Vorstand des Deutsch-Österreichischen Autorenverbands

### J
- János Herbst (1956–2015), ungarischer Fußballspieler und Politiker
- Jo Herbst (1928–1980), deutscher Schauspieler, Kabarettist und Autor
- Joachim Herbst (1928–2014), deutscher Generalmajor der Luftwaffe der NVA
- Johann Herbst, bekannt als Johannes Oporinus (1507–1568), Schweizer Buchdrucker
- Johann Herbst (Maler) (1691–1761), deutscher Maler
- Johann Herbst (* 1960), österreichischer Harmonikabauer, siehe Steirische Harmonika #Johann Herbst
- Johann Andreas Herbst (1588–1666), deutscher Komponist
- Johann Friedrich Wilhelm Herbst (1743–1807), deutscher Naturforscher
- Johann Georg Herbst (1787–1836), deutscher Geistlicher und Hochschullehrer
- Johannes Herbst (1507–1568), Schweizer Buchdrucker, siehe Johannes Oporinus
- Johannes Herbst (Theologe) (1735–1812), deutscher Theologe, Bischof und Komponist
- Johannes Herbst (Musikproduzent) (* 1988), österreichischer Songwriter und Musikproduzent
- Julia Herbst (* 1998), deutsche Handballspielerin
- Jürgen Herbst (Pädagoge) (1928–2013), deutsch-amerikanischer Pädagoge
- Jürgen Herbst (* 1939), ein deutschsprachiger Schlagersänger

### K
- Karel Herbst SDB (* 1943), tschechischer Ordensgeistlicher und emeritierter römisch-katholischer Weihbischof in Prag
- Karl Herbst (Politiker) (1844–1926), deutscher Politiker (NLP), MdL Baden
- Karl Herbst (Autor) (1916–2004), deutscher Autor
- Karl Herbst (Schauspieler) (1944–2015), österreichischer Schauspieler und Hörbuchsprecher
- Karl Wilhelm Herbst (1910–1996), deutscher Rechtsanwalt, Verwaltungsbeamter und Verbandsfunktionär
- Kevin Herbst (* 1994), deutscher Handballspieler
- Klaus-Dieter Herbst (* 1961), deutscher Wissenschaftshistoriker
- Knut Herbst (* 1950), deutscher Politiker (SPD), Mitglied der Stadtverordnetenversammlung von (Ost-)Berlin
- Konrad Herbst (1880–1950), deutscher Politiker (KPD)
- Kristina Herbst (* 1977), deutsche Ministerial- und politische Beamtin (CDU)
- Kurt Herbst (Maler) (1922–2018), deutscher Maler
- Kurt Herbst (Gewichtheber) (* 1940), österreichischer Gewichtheber

### L
- Lothar Herbst (1940–2000), polnischer Poet
- Lucia Herbst (* 1982), deutsche Fantasyautorin
- Ludolf Herbst (1943–2024), deutscher Historiker
- Ludwig Ferdinand Herbst (1811–1894), deutscher Philologe und Pädagoge
- Luís Herbst (1925–2017), deutscher Geistlicher
- Lutz Dietrich Herbst (* 1959), deutscher Lehrer und Mühlenforscher

### M
- Manasse Herbst (1913–1997), deutschsprachiger Schauspieler jüdischer Herkunft
- Margrit Herbst (* 1940), deutsche Veterinärmedizinerin
- Margrit Herbst, (* 1947), deutsche Leichtathletin, siehe Margrit Olfert
- Maria Laufer-Herbst (* 1943), deutscher Grafikerin und Illustratorin
- Martin Herbst (1917–2005), deutscher Herzchirurg
- Maurus Xaverius Herbst (bürgerlich Florian Johann Friedrich Herbst; 1701–1757), Benediktiner und Abt des Klosters Plankstetten
- Michael Herbst (* 1955), deutscher Theologe
- Michael Johann Herbst (1699–1762), dänischer Konteradmiral

### N
- Niclas Herbst (* 1973), deutscher Politiker (CDU)

### P
- Paul Herbst (Fußballspieler), deutscher Fußballspieler
- Paul Herbst (General) (1893–1942), deutscher Generalmajor
- Paul Franz Herbst (1751–1825), österreichischer Maler
- Paula Herbst (1818–1883), deutsche Schriftstellerin
- Peter Herbst, Pseudonym von Uli Stein (Cartoonist) (1946–2020)
- Peter Herbst (Sachverständiger) (* 1959), österreichischer Jurist, Forstsachverständiger und Buchautor
- Peter Stefan Herbst (* 1965), deutscher Journalist

### R
- Rainer Herbst (* 1945), deutscher Künstler
- Ralf Herbst (* 1986), deutscher Eishockeyspieler
- Reinfried Herbst (* 1978), österreichischer Skirennläufer
- René Herbst (Designer) (1891–1982), französischer Designer und Innenarchitekt
- René Herbst (Fußballspieler) (* 1986), österreichischer Fußballspieler
- Richard Herbst (1867–1937), deutscher Politiker (SPD, USPD)
- Richard Herbst (Stadtdirektor) (1888–1929), deutscher Verwaltungsbeamter und Stadtdirektor
- Riley Herbst (* 1999), US-amerikanischer Rennfahrer
- Robert Herbst (1870–1955), deutscher Fotograf
- Roger Herbst (1945–1980), deutscher Schauspieler
- Rolf Herbst (* 1933), deutscher Organist, Komponist und Heimatforscher
- Rudi Herbst (* um 1964), deutscher Unternehmer und Wirtschaftsmanager
- Rudolf Herbst (Manager) (1876–um 1966), deutscher Industriemanager
- Rudolf Herbst (Mediziner, 1901) (1901–nach 1959), österreichischer Chirurg und Urologe
- Rudolf Herbst (Taekwondoin) (* 1962), deutscher Taekwondo-Kämpfer
- Rudolf Herbst (Mediziner, 1963) (* 1963), deutscher Dermatologe, Allergologe und Hochschullehrer
- Rudolph Herbst (1890–1936), deutscher Lehrer, Komponist und Altertumswissenschaftler

### S
- Sharon Tyler Herbst (1942–2007), US-amerikanische Autorin
- Sören Herbst (* 1980), deutscher Politiker (Bündnis 90/Die Grünen)
- Stefan Herbst (* 1978), deutscher Schwimmer

### T
- Theo Herbst (1902–1986), österreichischer Autor und Kabarett-Texter
- Theodor Herbst (Unternehmer) (1877–1965), deutscher Unternehmer, siehe BEGO
- Theophil Herbst (1806–1868), deutscher Philologe und Hochschullehrer
- Thomas Herbst (Maler) (1848–1915), deutscher Maler
- Thomas Herbst (Anglist) (* 1953), deutscher Linguist und Hochschullehrer
- Thomas Herbst (Fußballspieler) (* 1962), deutscher Fußballspieler
- Torsten Herbst (* 1973), deutscher Politiker (FDP)

### V
- Volker Herbst (* 1944), deutsche Badmintonspieler

### W
- Walter Herbst (1907–1987), deutscher Pianist, Komponist und Chorleiter
- Werner Herbst (1943–2008), österreichischer Schriftsteller und Verleger
- Wilfried Herbst (* 1935), deutscher Kabarettist und Synchronsprecher
- Wilhelm Herbst (1825–1882), deutscher Pädagoge, Philologe, Historiker, siehe Friedrich Ludwig Wilhelm Herbst
- Wilhelm Herbst (Unternehmer) (1842–1917), deutscher Zahnarzt, Erfinder, Unternehmer und Pionier der Zahnheilkunde
- Wilhelm Herbst (Theologe) (1891–1957), deutscher evangelischer Theologe
- Wolfgang Herbst (Schriftsteller) (* 1925), deutscher Schriftsteller und Aphoristiker
- Wolfgang Herbst (Flugzeugkonstrukteur) (?–1991), deutscher Flugzeugkonstrukteur
- Wolfgang Herbst (Museologe) (1928–1995), deutscher Museologe
- Wolfgang Herbst (Liturgiewissenschaftler) (* 1933), deutscher Organist, Kirchenmusiker und evangelischer Theologe
- Wolfgang E. HerbstSilesius (eigentlich Wolfgang Erich Herbst; 1935–2022), deutscher Maler, Grafiker und Dichter